# Raúl Sandoval
Raúl Martín Sandoval Zavala (Ahome, 18 gennaio 2000) è un calciatore messicano, difensore del Necaxa.

## Carriera

### Club
Cresciuto nelle giovanili del Club Tijuana, nell'estate del 2018 viene ceduto in prestito al Dorados. Dopo una stagione e mezzo nella seconda divisione messicana, nel gennaio 2020 viene acquistato a titolo definitivo dal Necaxa, formazione della massima serie messicana. All'inizio del 2022 firma con il Mazatlán, altro club della massima serie messicana.

### Nazionale
Nel 2017 ha preso parte al campionato nordamericano e al Mondiale di categoria con la nazionale messicana Under-17.

## Statistiche

### Presenze e reti nei club
Statistiche aggiornate al 26 febbraio 2022.
| Stagione        | Squadra         | Campionato      | Campionato | Campionato | Coppe nazionali | Coppe nazionali | Coppe nazionali | Coppe continentali | Coppe continentali | Coppe continentali | Altre coppe | Altre coppe | Altre coppe | Totale | Totale |
| Stagione        | Squadra         | Comp            | Pres       | Reti       | Comp            | Pres            | Reti            | Comp               | Pres               | Reti               | Comp        | Pres        | Reti        | Pres   | Reti   |
| --------------- | --------------- | --------------- | ---------- | ---------- | --------------- | --------------- | --------------- | ------------------ | ------------------ | ------------------ | ----------- | ----------- | ----------- | ------ | ------ |
| 2018-2019       | Dorados         | AMX             | 21         | 1          | CM              | 5               | 0               |                    | -                  | -                  |             | -           | -           | 26     | 1      |
| lug.-dic. 2019  | Dorados         | AMX             | 6          | 0          | CM              | 2               | 0               |                    | -                  | -                  |             | -           | -           | 8      | 0      |
| Totale Dorados  | Totale Dorados  | Totale Dorados  | 27         | 1          |                 | 7               | 0               |                    | -                  | -                  |             | -           | -           | 34     | 1      |
| gen.-giu. 2020  | Necaxa          | LMX             | 5          | 0          | CM              | 0               | 0               |                    | -                  | -                  |             | -           | -           | 5      | 0      |
| 2020-2021       | Necaxa          | LMX             | 13         | 0          |                 | -               | -               |                    | -                  | -                  |             | -           | -           | 13     | 0      |
| 2021-gen. 2022  | Necaxa          | LMX             | 4          | 0          |                 | -               | -               |                    | -                  | -                  |             | -           | -           | 4      | 0      |
| Totale Necaxa   | Totale Necaxa   | Totale Necaxa   | 22         | 0          |                 | 0               | 0               |                    | -                  | -                  |             | -           | -           | 22     | 0      |
| gen.-giu. 2022  | Mazatlán        | LMX             | 4          | 0          |                 | -               | -               |                    | -                  | -                  |             | -           | -           | 4      | 0      |
| Totale carriera | Totale carriera | Totale carriera | 53         | 1          |                 | 7               | 0               |                    | -                  | -                  |             | -           | -           | 60     | 1      |